# Stjepan Širić
Stjepan Širić, bivši hrvatski rukometaš. Reprezentativac NDH u velikom rukometu. Odigrao prvu i jedinu povijesnu međunarodnu utakmicu te reprezentacije odigranu 14. lipnja 1942. protiv Mađarske u Budimpešti pred 30 000 gledatelja na NEP stadionu. Završetkom srednjoškolskog obrazovanja, kao student on i Marijan Flander, Mario Govekar i Ivan Vunarić osnovali su 1939. godine rukometnu sekciju pri športskom društvu Meteoru.